# Себастьян Феттель
Себа́стьян Фе́ттель (нім. Sebastian Vettel, нар. 3 липня 1987 року, Геппенгайм) — німецький автогонщик, пілот Формули-1. Наймолодший одно-, дво- і трикратний чемпіон світу (2010, 2011, 2012). Чемпіон Формули-1 сезонів 2010, 2011, 2012, 2013. До переходу в Формулу-1 очолював залік пілотів у Світовій Серії Renault.
Починаючи з Гран-прі Туреччини 2006 року був тестовим пілотом команди BMW Sauber. Шанс повноцінного дебюту отримав на Гран-прі США 2007 року, замінивши на один етап травмованого Роберта Кубіцу. Після повернення поляка продовжив працювати тест-пілотом BMW Sauber, однак уже через три етапи став повноцінним пілотом, підписавши контракт із командою Toro Rosso. Починаючи з Гран-прі Угорщини в сезоні 2007 і до кінця 2008 року виступав за команду Toro Rosso. З 2009 по 2014 рік виступав у складі Red Bull. У 2015 році було оголошено, що Феттель підписав трирічний контракт з Ferrari, згодом контракт був продовжений до сезону 2020 року. У 2010 році був визнаний найкращим спортсменом року в Німеччині, а у 2012 році отримав спортивну нагороду Срібний лавровий лист.

## Кар'єра

### Юніорські серії

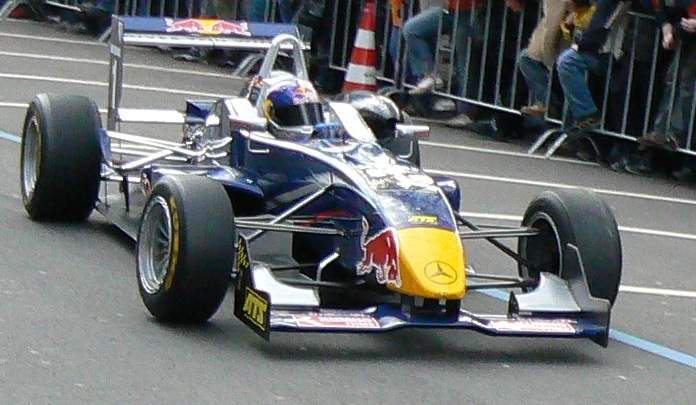
Феттель демонструє болід Євросерії Формули-3 у 2006 році.

Кар'єру гонщика Феттель розпочав із картингу в 1995 році. Став володарем декількох чемпіонських титулів, до прикладу, Junior Monaco Kart Cup (2001). У 2003 році перейшов до серії болідів із відкритими колесами, а роком пізніше розгромив суперників у німецькій Формулі-BMW, вигравши 18 гонок із 20. У 2005 році виступав за команду ASL Mucke Motorsport в Євросерії Формули-3, закінчивши сезон на п'ятій позиції з 64 очками й отримавши звання «новачок року». Він не зумів перемогти в гонці, проте це багато чим пов'язане з домінуванням Люїса Хемілтона. Одначе як нагороду за успіхи у Формулі-BMW Феттель отримав шанс протестувати болід Формули-1 Williams FW27, сталося це 27 вересня 2005 року. Згодом Себастьбян брав участь у тестах команди BMW-Sauber.

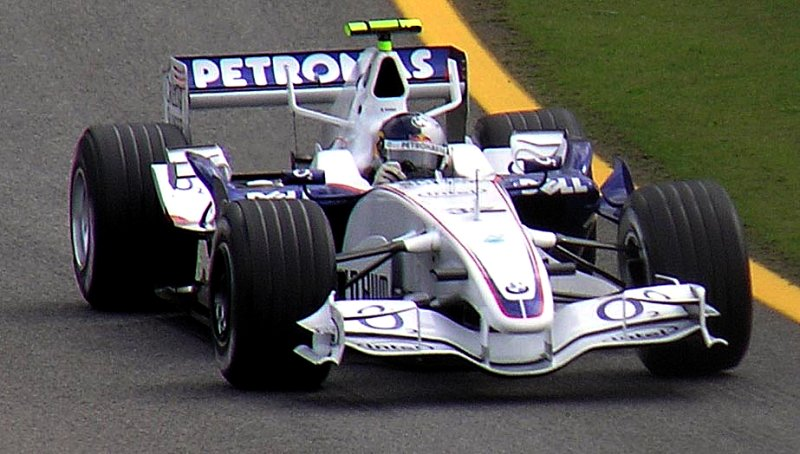
Феттель на п'ятничній практиці Гран-прі Бразилії 2006.

Сезон 2006 року в Євросерії Формули-3 Феттель завершив на 2-му місці, поступившись напарнику по команді Полу ді Ресті. Також він дебютував у Світовій Серії Renault на етапі в Мізано, ставши переможцем після дискваліфікації Пастора Мальдонадо. Проте вже на наступному етапі в Спа Феттель ледь не втратив палець під час аварії. Очікувалося, що Феттель вибуде з гонок на тривалий час, проте вже за тиждень він узяв участь у Формулі-3 Мастерс на трасі Зандвоорт, фінішувавши шостим. Окрім цього Себастіан встановив третій найкращий час на колі, чим дуже здивував власника команди ASM Фредеріка Вассеура: «Звичайно, я був вражений, оскільки був певний того, що він не зможе взяти участь! Та він продемонстрував хороший час на практиках. Я не впевнений, чи він готовий на 100 відсотків, але я знаю, що ми будемо конкурентоспроможними наступного етапу Євросерії Формули-3 в Нюрбургринзі — це найголовніше».
Починаючи з Гран-прі Туреччини 2006 року Феттель отримав статус третього пілота BMW Sauber. Вже на другій вільній практиці Себастіан як тестер продемонстрував найшвидший час на колі. Ще раз німець здивував усіх на Гран-прі Італії 2006 року, встановивши абсолютно найкращий час під час п'ятничних практик.
У 2007 році Себастьян продовжив виступи у Світовій Серії Renault, де очолював загальний залік на момент дебюту в Формулі-1 під час Гран-прі США.

## Формула-1

### BMW Sauber (2006—2007)
У 2007 році Феттель здійснив повноцінний дебют у перегонах Формули-1 на Гран-прі США, замінивши в команді BMW-Sauber Роберта Кубіцу, що травмувався етапом раніше в Канаді. Себастьян кваліфікувався сьомим і закінчив гонку восьмим, ставши таким чином наймолодшим гонщиком в історії, що заробив очки — на той момент Феттелю було 19 років і 349 днів. Попередній рекорд — 20 років і 67 днів — належав Дженсону Баттону, що своє перше очко здобув під час Гран-прі Бразилії 2000 року. Наступні три Гран-прі Феттель знову пробув тестером BMW-Sauber, проте напередодні Гран-прі Угорщини стало відомо, що німець уклав договір із командою Toro Rosso як до кінця 2007 року, так і на сезон 2008-го. В Toro Rosso Феттель замінив Скотта Спіда, якого звільнили через конфлікт із командою.
Гонки в Будапешті, Стамбулі, Монці й Спа Себастіан закінчив посеред аутсайдерів, але перший успіх прийшов на дощовому Гран-прі Японії, де у важких умовах Феттель під час гонки вийшов на подіумне 3-тє місце. Однак, під сейфті-каром Себастіан допустив зіткнення з пілотом Red Bull Марком Веббером, що займав другу позицію. Для обох аварія закінчилася сходом. Невдовзі Веббер сказав: «Це ж діти… діти, в яких мало досвіду — спочатку вони гарно роблять свою роботу, а потім все псують». Спочатку Феттель був покараний втратою десяти місць на старті наступної гонки, проте невдовзі аматорське відео одного з уболівальників, викладене на Youtube, продемонструвало, що інцидент між Феттелем і Веббером цілком імовірно спричинило поводження Льюїса Хемілтона під сейфті-каром. Покарання, попередньо видане Феттелю, було скасоване.
Та невдача швидко забулася — вже за тиждень Себастіан фінішував четвертим на Гран-прі Китаю. Результат приємно вразив власника команд Red Bull і Toro Rosso Дітріха Матешіца: «Феттель — один із молодих хлопців з екстраординарним потенціалом […] Він швидкий, розумний і має величезну зацікавленість технічним боком справи».

### Toro Rosso (2007—2008)
Початок сезону 2008 року виявився жахливим: після перших чотирьох Гран-прі Феттель був єдиним гонщиком, що жодного разу не дістався фінішу. Тричі Себастіан вибував уже на першому колі через аварії (щоправда, спричинені іншими гонщиками) й одного разу через вихід із ладу двигуна. В п'ятій гонці — Гран-прі Туреччини — Феттель нарешті побачив картатий прапор, фінішувавши 17-м. Свої перші очки німець здобув наступного етапу в дощовому Гран-прі Монако, посівши 5-те місце. На Гран-прі Канади Себастіан завоював ще одне очко, впродовж останніх кіл відбиваючи атаки гонщика McLaren Гейккі Ковалайнена. Надалі Феттель досягнув ще декількох результативних фінішів, але справжній зірковий час чекав на нього на Гран-прі Італії.

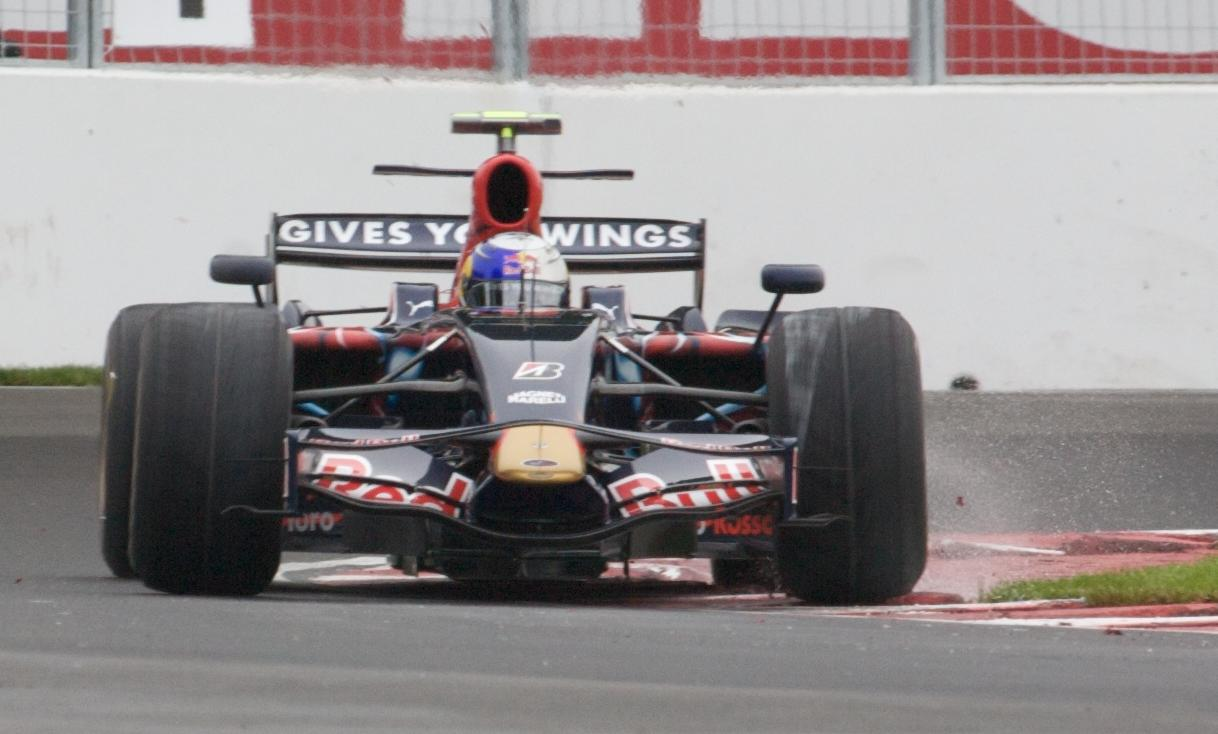
Феттель під час Гран-прі Канади 2008

У складних дощових умовах Себастіан виграв гонку, ставши у віці 21 року й 74 днів наймолодшим переможцем Гран-прі в історії. Німець на 317 днів побив попередній рекорд Фернандо Алонсо, що свою дебютну перемогу здобув на Гран-прі Угорщини 2003 року. Також днем раніше Феттель став наймолодшим переможцем кваліфікації.
Далі Феттель продовжив серію результативних фінішів, закінчивши гонку в Сингапурі п'ятим, в Японії — шостим. В останній гонці сезону Феттель мимоволі втрутився в чемпіонську суперечку Феліпе Масси та Люїса Гемілтона: за декілька кіл до фінішу Себастіан обігнав Гемілтона в боротьбі за 5-те місце, на той момент позбавляючи британця титулу. Проте далі було уповільнення Тімо Ґлока на останньому колі (німець в умовах дощу залишився на гумі для сухого асфальту), що подарувало Феттелю 4-те місце, а Гемілтону — чемпіонське 5-те.
Після завершення сезону Феттель отримав від журналу Autosport звання «Новачок року».

### Red Bull

#### Сезон 2009: 2-ге місце у чемпіонаті

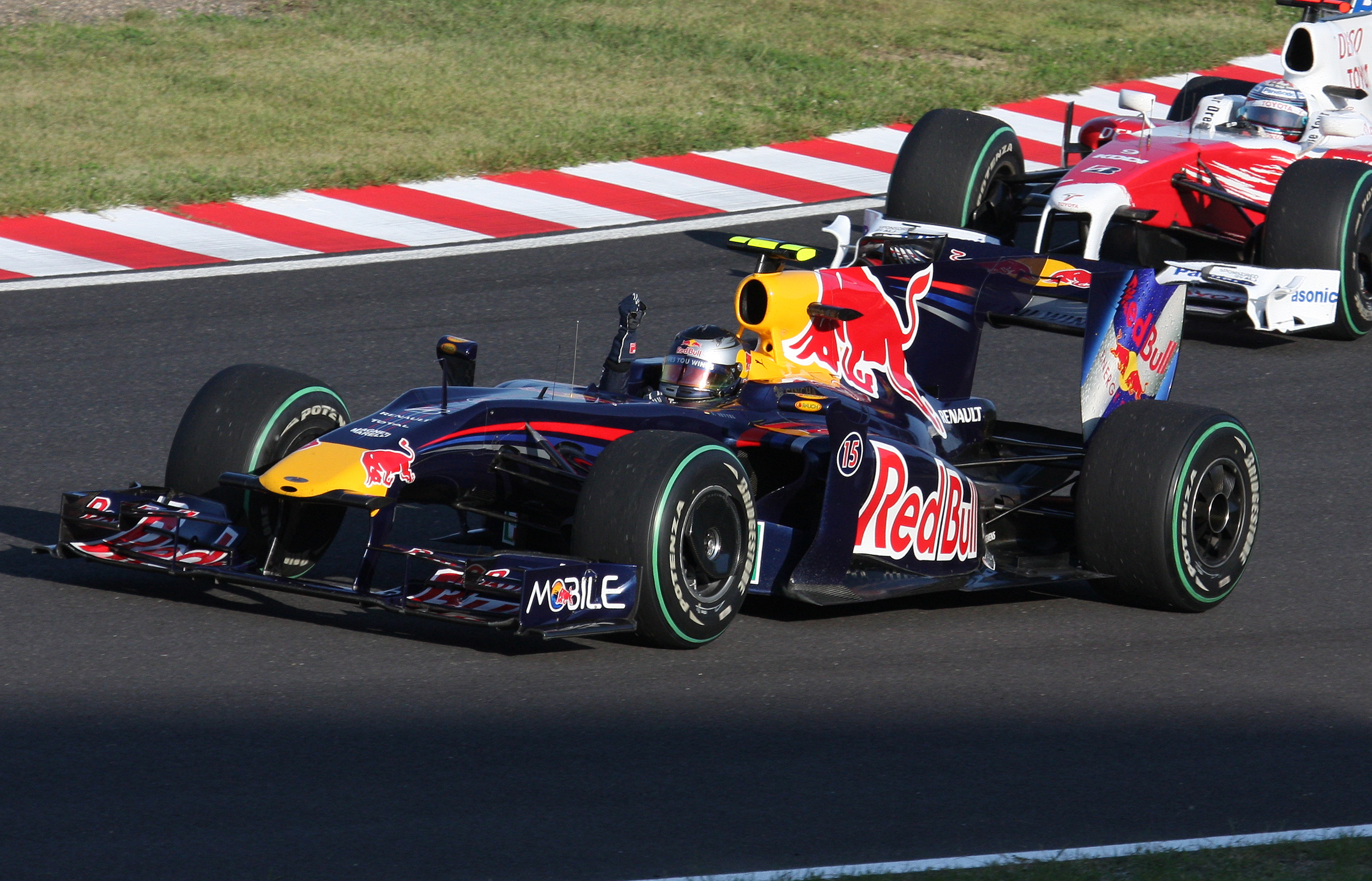
Феттель на Гран-прі Японії 2009 року, де він здобув четверту перемогу в кар'єрі.

У 2009 Себастьян замінив в Red Bull Девіда Култхарда. На першому етапі в Австралії він стартував третім, більшу частину гонки він провів на 2-му місці услід за другим пілотом Brawn GP Дженсоном Баттоном. Але за три кола до фінішу в боротьбі за 2-ге місце з Робертом Кубіцею сталося зіткнення і вони обидва зійшли. Після гонки Себастьян Феттель приніс вибачення BMW Sauber і особисто Кубіці.
Після гонки стало відомо, що Феттель втратить 10 місць на стартовому полі Гран-прі Малайзії через цей інцидент. У Малайзії він кваліфікувався третім, але через штраф відкотився на 13-те місце на старті. Він вийшов із перегонів на 8-му місці, безпосередньо перед тим, як гонка була зупинена через несприятливі погодні умови. На останніх секундах кваліфікації Гран-прі Китаю, заробив свій другий поул (перший для команди Red Bull). Днем пізніше він приніс першу перемогу для команди в дощовій гонці і в результаті став наймолодшим володарем перших перемог у Гран-прі за дві різні команди. У Бахрейні Себастьян кваліфікувався третім, старт він програв Хемілтону і Баттону, але фінішував другим.

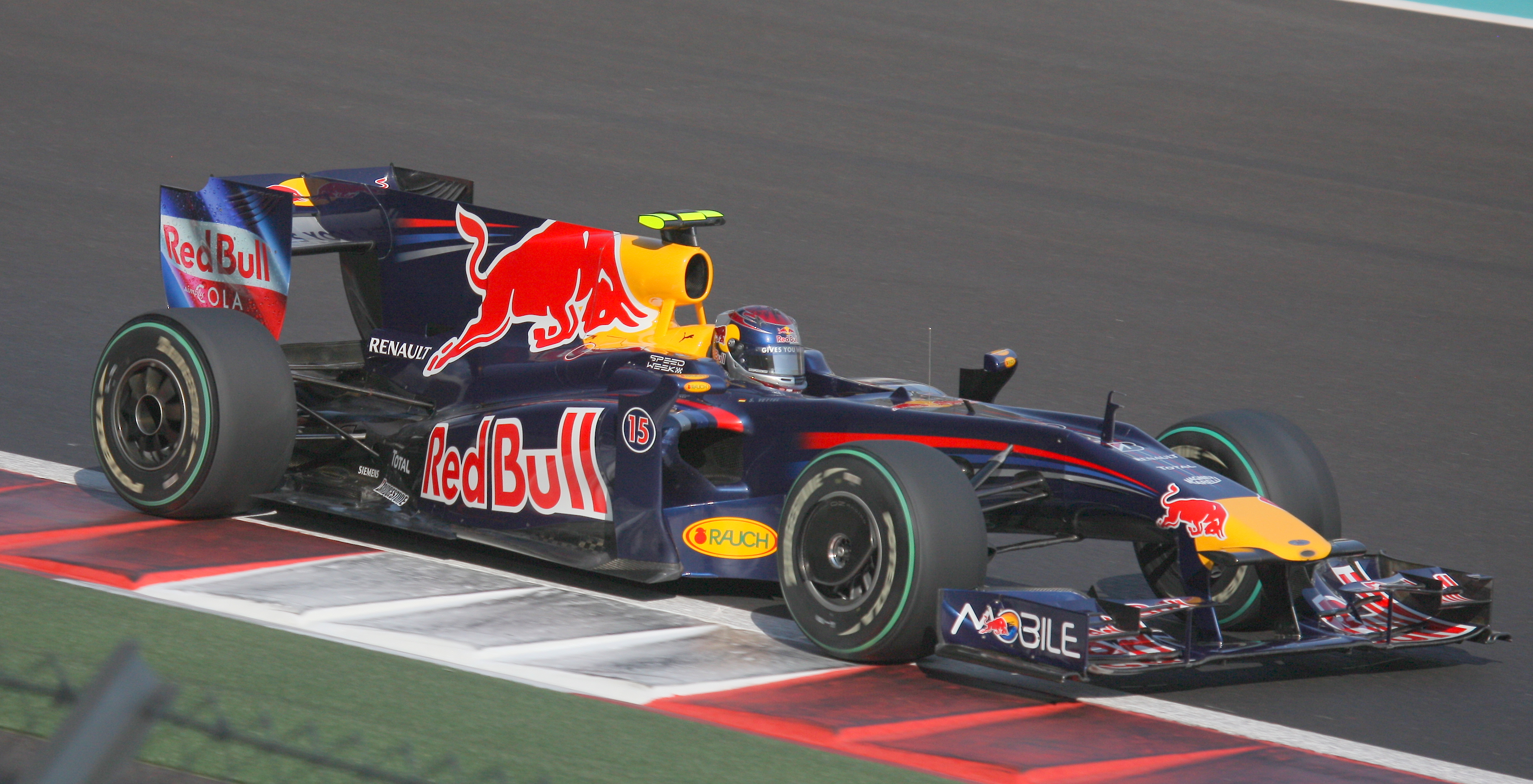
Феттель виграв перший Гран-прі Абу-Дабі у 2009 році

У Іспанії Себастьян кваліфікувався другим, але закінчив гонку четвертим, позаду свого товариша по команді Веббера, який зайняв 3-тє місце. Феттель виграв Гран-прі Великої Британії після того, як здобув поул-позицію в кваліфікації. На Гран-прі Німеччини він кваліфікувався четвертим і посів 2-ге місце у перегонах. На Гран-прі Угорщини Феттель посів 2-ге місце після кваліфікації, але змусив піти з гонки після того, як його болід зазнав пошкоджень від контакту з автомобілем Кімі Райкконена на першому колі. На суботній практиці Гран-прі Європи у німця вибухнув мотор і перед кваліфікацією, на якій Феттель здобув 4-те місце, він був замінений. Однак під час перегонів Себастьян був змушений зійти через повторні проблеми з мотором.
Він зайняв 3-тє місце на Гран-прі Бельгії, і боровся за темпи в Монці, посівши 8-ме місце в гонці. Він зайняв 2-ге місце під час кваліфікації в Сінгапурі, але йому було надано штраф у вигляді проїзду через піт-лейн, фінішував 4-м. Згодом він виграв Гран-прі Японії з поул-позиції, найшвидше коло здобув Марк Веббер на останньому колі, що на 0,002 секунди випереджало Феттеля. На Гран-прі Бразилії Феттель посів 4-те місце і виграв Гран-прі Абу-Дабі.
Чемпіонат 2009 року Формули-1 виграв Дженсон Баттон, Себастьян Феттель зайняв 2-ге місце. За підсумками здобуття найшвидших кіл Себастьян отримав нагороду DHL Fastest Lap Award.
21 серпня 2009 року було оголошено, що Ред Булл та Феттель продовжили контракт до кінця сезону 2011 року.

#### Сезон 2010: наймолодший чемпіон світу

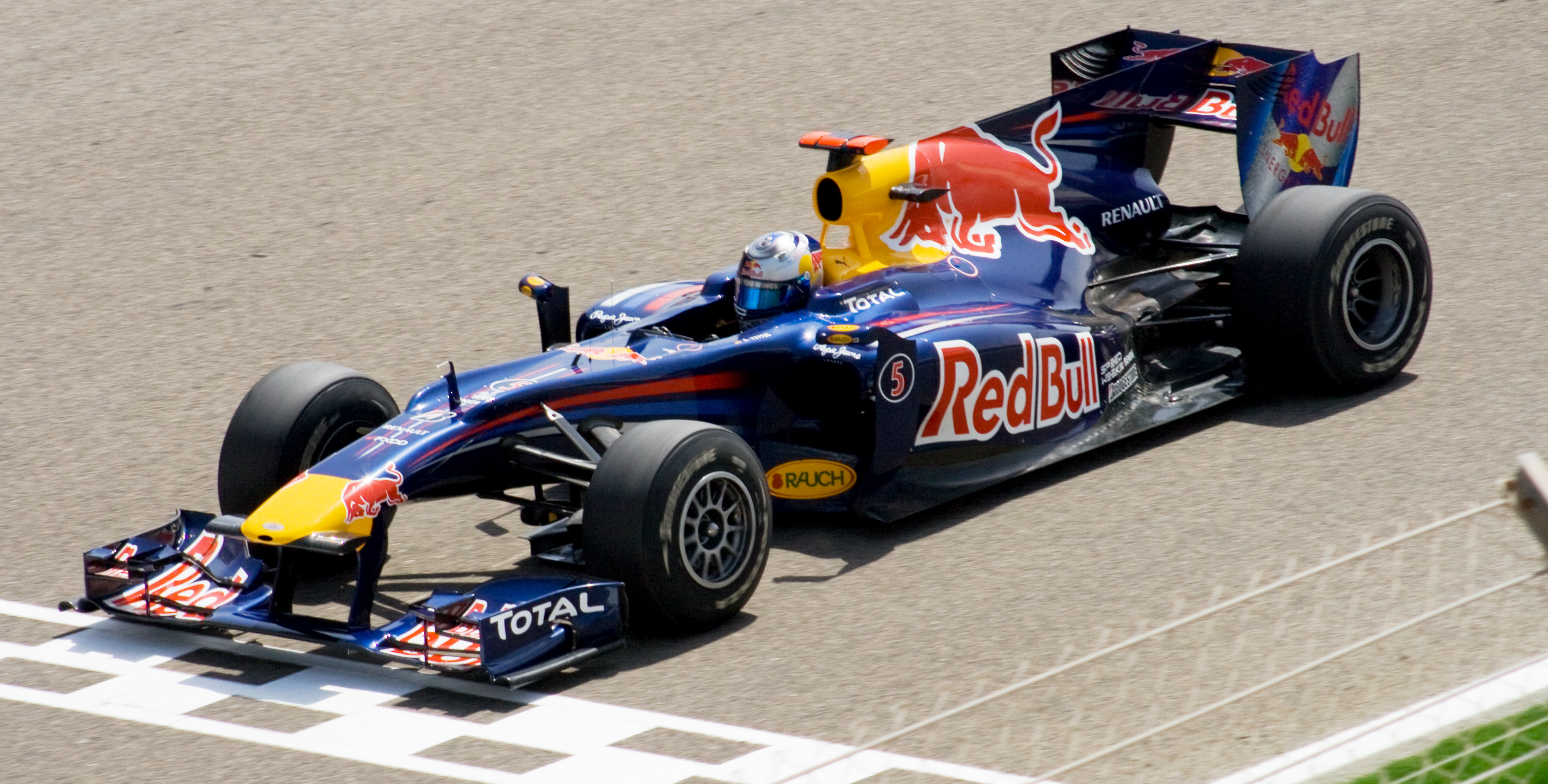
Феттель на Гран-прі Бахрейну, де він здобув свою першу поул-позицію в сезоні 2010 року

У трьох із перших чотирьох гонках сезону 2010 року Феттель стартував із поул-позишину, але виграти зміг лише Гран-прі Малайзії. У Бахрейні йому завадила технічна несправність, в Австралії — виліт через несправність гальм, у Китаї невдала тактика під дощем відкинула його вглиб пелетону. У Барселоні проблеми з гальмами змусили його зробити зайвий піт-стоп. Після 2-го місця в Монако Себастьян вийшов на 2-ге місце в чемпіонаті. У Туреччині зламаний стабілізатор не дозволив німцеві показати чисте коло у вирішальний момент кваліфікації. Під час гонки Феттель потрапив в аварію при спробі обігнати за лідерство свого партнера, Марка Веббера і в черговий раз не фінішував. Перемігши на Гран-прі Абу-Дабі, Себастьян став наймолодшим чемпіоном світу.
Себастьян придумав традицію давати своїм машинам жіночі імена. Шасі, на якому Себастьян виступав на початку сезону, отримало ім'я «Мила Ліза».

#### Сезон 2011: успішний захист титулу, більшість поулів за сезон
Перша гонка сезону — Гран-прі Австралії — пройшла за повного домінування Себастьяна, який за явною перевагою виграв спочатку кваліфікацію, а потім без особливої боротьби переміг і в гонці, випередивши Хемілтона на 22 секунди. Захист титулу продовжився в Малайзії, де німець також переміг. Вперше перемогу здобув інший гонщик у третій гонці — Гран Прі Китаю: переміг Льюїс Хемільтон. Гран-прі Туреччини почався для чинного чемпіона світу невдало — він мав дуже мало часу для практики через аварію в першій сесії п'ятничних вільних заїздів. Незважаючи на це, німець завоював четвертий поул у сезоні і переміг у гонці, збільшивши перевагу над британцем до 34 очок.

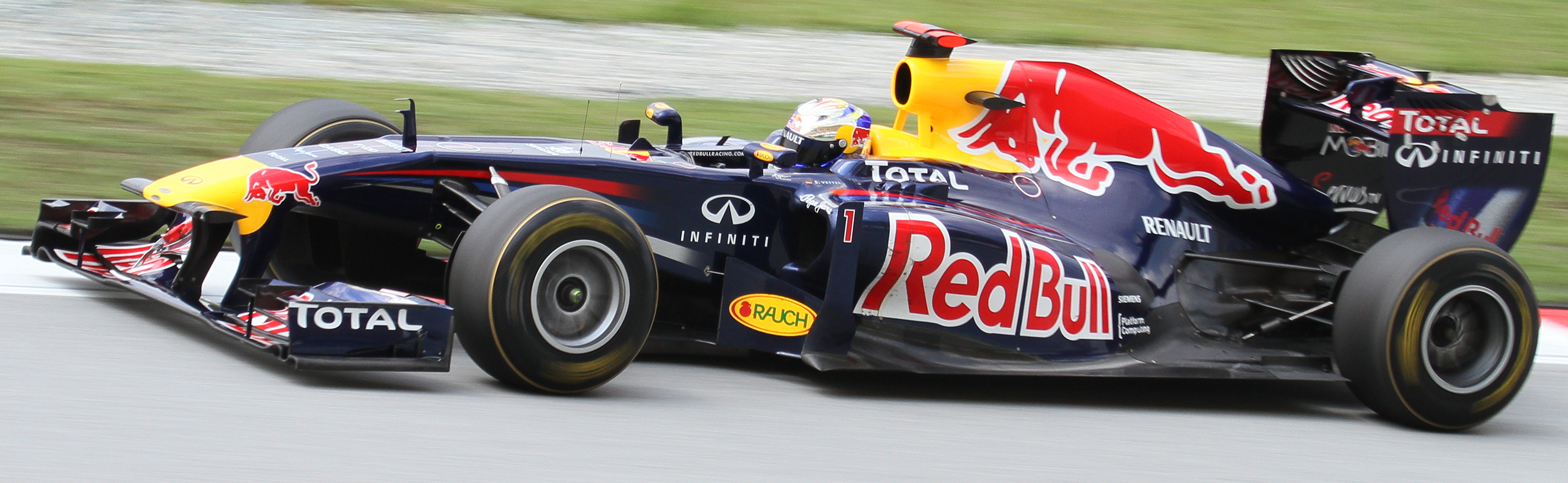
Феттель на другій практиці на Гран-прі Малазії 2011 року

На Гран-прі Іспанії, Себастьян вперше не переміг у кваліфікації, але знову здобув перемогу в гонці, випередивши Хемілтона всього на 0,6 секунди, незважаючи на те, що мав справу з частково несправним KERS. У наступні вихідні, в Монако, Феттель виграв кваліфікацію з другим часом в історії цієї великої траси. Гонка була важкою, але після появи машини безпеки німець зміг перетворити невдачі в перемогу, першу на цій трасі у своїй кар'єрі. У Канаді Себастьян взяв шостий поул у сезоні, з семи гонок. Феттель зміг утримати лідерство з самого старту перегонів, і починав відриватися. Але після дощу виїхала машина безпеки (всього за гонку — шість разів, це рекорд), і кожного разу розриви скорочувалися. Після останнього рестарту Дженсон Баттон, що їхав на більш свіжому комплекті покришок, почав тиск на німецького пілота на останніх колах, і на самому останньому зміг його обігнати. Феттель прийшов до фінішу другим і випереджав тепер вже Баттона в заліку пілотів на 60 очок.

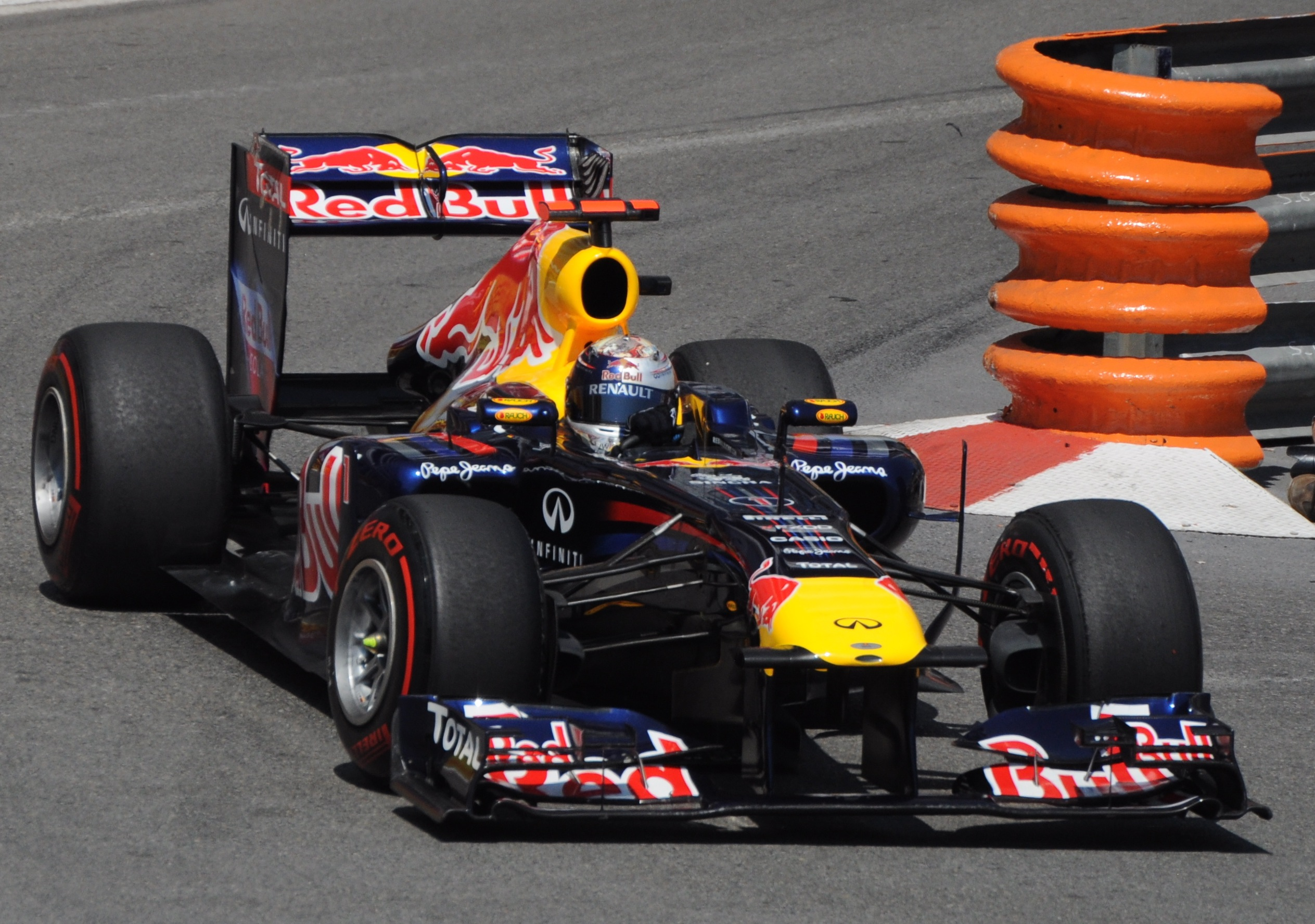
Перемога Феттеля на Гран-прі Монако 2011 була його першою перемогою в князівстві

На Гран-прі Європи, Міжнародна Автомобільна Федерація ввела заборону на доопрацювання моторів по ходу сезону. На думку ЗМІ, це була спроба перешкодити Феттелю домінувати в чемпіонаті і повернути в чемпіонат інтригу. Проте це не набуло на чемпіона ніякої дії, і він виграв кваліфікацію з найкращим часом в історії треку. 27 серпня вперше на трасі в Спа, Бельгія, завоював поул. Наступного дня він вперше переміг на трасі в Спа, а за кількістю завойованих очок перевершив торішній показник, хоча до кінця сезону залишалося ще 7 гонок.
Феттель показав найкращі результати в другій п'ятничній сесії і суботньому тренуванні на Гран-прі Італії. У фіналі кваліфікації Себастьян очолив протокол, однак, за його словами, допустив помилку на своєму швидкому колі, після чого в команді вирішили проїхати ще один. Крім цього, в команді припускали, що на другому колі шини спрацюють краще. Розрахунок команди виправдався, на останніх секундах німецький гонщик поліпшив власний результат, завоювавши 10-ту в сезоні і 25-ту в кар'єрі поул-позицію з перевагою в півсекунди над Льюїсом Хемілтоном. Поул-позиція виявилася несподіваною не тільки для самого гонщика і його команди, а й для суперників. На Гран-прі Італії здобув 8-му в сезоні і 18-ю в кар'єрі перемогу на трасі, де в 2008 році виграв свою першу гонку у Формулі-1, виступаючи за Toro Rosso. Подіум для Себастьяна Феттеля став 31-м за рахунком, за цим показником він зрівнявся з Джеком Бребемом. У Сінгапурі Феттель знову домінував. Він стартував із поула і, пролідирував всю гонку, вперше виграв на трасі Марина Бей. 9 жовтня 2011 на Гран-прі Японії здобув другий чемпіонський титул у віці 24 років 98 днів, ставши наймолодшим дворазовим чемпіон світу.

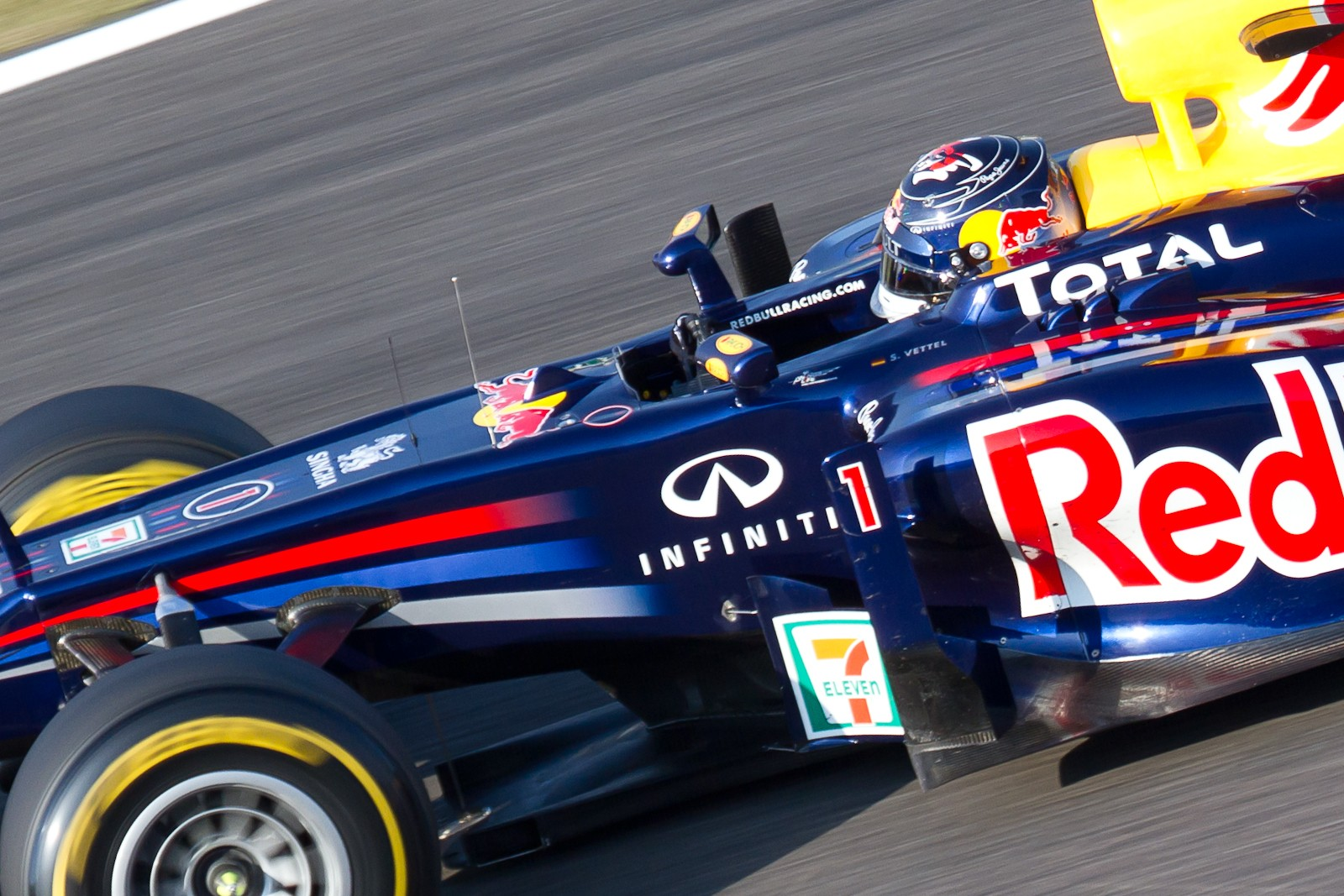
Феттель на Гран-прі Японії 2011 року, де він став наймолодшим подвійним чемпіоном світу

На першому в історії Гран-прі Індії Себастьян Феттель, вперше за кар'єру, завоював «Великий шолом» — стартувавши з поул-позиції, гонщик лідирував від старту до фінішу, проїхав найкраще коло і здобув перемогу. Феттель став наймолодшим володарем «Великого шолома» в історії, завоювавши його у віці 24 років і 119 днів. До цього наймолодшим володарем був Айртон Сенна (Гран-прі Португалії 1985 року, 25 років і 34 дні). Подіум на Гран-прі Індії став для Себастьяна 35-м за рахунком, він зрівнявся за цим показником із Хуаном-Мануелем Фанхіо і Емерсоном Фіттіпальді. Також на Гран-прі Індії Себастьян Феттель побив рекорд Найджела Менселла за кількістю кіл лідирування за сезон (у сезоні 1992 Менселл лідирував 692 кола, тоді як після індійського Гран-прі на рахунку Феттеля вже 711 кіл лідирування). Гонщик також повторив два рекордні досягнення: рекорд Міхаеля Шумахера за кількістю Гран-прі, в яких гонщик лідирував по ходу одного сезону (Міхаель лідирував в 16 Гран-прі у 2004 році) і рекорд по числу стартів із першого ряду в окремому сезоні (аналогічний результат, 16 стартів, показували Айртон Сенна в 1989, Ален Прост в 1993 і Деймон Хілл в 1996 роках. В Абу-Дабі Феттель вперше в сезоні зійшов, перемога дісталася Льюїсу Хемільтону. У кваліфікації Гран-прі Бразилії побив рекорд Найджела Менселла за кількістю поулів за сезон — 15 проти 14 у британця в 1992 році.
Підсумки сезону: 11 перемог в 19 гонках (58 %), 15 поулів (рекорд), 18 стартів із першого ряду (рекорд), 739 кіл лідирування (рекорд), 3795,73 км лідирування (рекорд), 17 подіумів (повторив рекорд Шумахера 2002 року), 392 очки (рекорд), 122 очки відриву від віце -чемпіона (рекорд), 19 гонок як лідер чемпіонату (рекорд), 9 дублів (повторив рекорд Менселла 1992 року), 18 фінішів (повторив рекорди Монтейри, Хайдфельда, Алонсо, Масси і Уеббера).

#### Сезон 2012
У першій гонці сезону Себастьян виступив не так успішно, як у минулі роки: кваліфікувався він шостим, але в гонці все ж зміг прорватися на другу сходинку подіуму. Другий гоночний уїк-енд взагалі не приніс ніяких дивідендів. Себастьян кваліфікувався також як і в Мельбурні — шостим. А фінішував і зовсім поза очкової зони — 11-м. У Китаї він стартував 11-м і фінішував п'ятим. Перша перемога в сезоні прийшла в Бахрейні. Себастьян взяв поул і виграв гонку, встановивши найкращий круг. У Барселоні він кваліфікувався сьомим, але стартував шостим, так як переможець кваліфікації — пілот Mclaren Льюїс Хемілтон — був виключений із протоколу за надійність боліда. У гонці Феттель також приїхав шостим. У Монако він весь уїк-енд поступався за швидкістю своєму напарникові Марку Вебберу. Кваліфікація пройшла непоказно — 10-те місце, яке через штраф пілота Williams Пастора Мальдонадо трансформувалося в дев'ятому. Проте в гонці завдяки пізнішому, ніж у решти, піт-стопу він прорвався на 4-те місце, на якому і фінішував. У Монреалі він узяв поул, але після першого піт-стопа опинився позаду Mclaren Льюїса Хемілтона і Ferrari Фернандо Алонсо. А потім тактичну помилку зробила команда, яка вирішила доїхати до фінішу на старому комплекті гуми (те ж саме вирішили і в Ferrari для Алонсо). Хемілтон ж, другий раз побувавши в боксах, швидко наздогнав пару Алонсо — Феттель, без праці їх пройшов і виграв гонку. Себа все ж загукали на другий піт-стоп, а Алонсо вирішив їхати без зупинок. У підсумку німець наздогнав іспанця, пройшов його і фінішував четвертим. У Валенсії він упевнено взяв поул. На старті зберіг лідерство, потім відірвався від найближчого переслідувача на 20 секунд, але потім почалися проблеми. Спочатку після зіткнення в глибині пелетону Хейккі Ковалайнена і Жан-Еріка Верня на трасі з'явився сафеті-кар, який знищив гігантський відрив, а потім після рестарту на 33-му колі Феттель несподівано зійшов через проблеми з генератором.
На наступній гонці кваліфікувався четвертим, а в гонці приїхав на нижню сходинку подіуму. На рідному Хоккенхаймрінг він кваліфікувався другим, позаду Алонсо, в гонці після другого піт-стопа пропустив на 2-ге місце Mclaren Дженсона Баттона. За пару кіл до фінішу пройшов британця в повороті «Шпилька», однак при цьому виїхав всіма чотирма колесами за межі траси. За цей неправомірний обгін до підсумкового часу німця стюарди додали 20 секунд, що відкинуло його з 2-го місця на 5-те. На Хунгарорінге Феттель стартував третім, а фінішував четвертим. У Спа він погано кваліфікувався (11-те місце), але через штраф свого партнера по команді Марка Уеббера за зміну коробки передач стартував 10-м. Проте в гонці за рахунок зекономленого піт-стопа зміг фінішувати на 2-му місці. Розчаровуються для Феттеля і його команди став наступний етап у Монці. По ходу кваліфікації Red Bull багато поступався і Mclaren, і Ferrari. Кваліфікувався Себастьян шостим, але через штраф Пола ді Реста за зміну коробки передач стартував п'ятим. А в гонці спочатку він отримав штраф у вигляді проїзду по піт-лейн за те, що, обороняючись від атаки Фернандо Алонсо практично видавив іспанця з траси в повороті «Курва Гранде». А за шість кіл до фінішу і зовсім зійшов через повторилися з часів Валенсії проблем із генератором.
Проте потім для нього настали світлі часи. У Сінгапурі він здебільшого домінував на вільних заїздах. Тим дивний факт, що він кваліфікувався третім. Однак на старті Себастьян вирвався на 2-ге місце, довгий час йшов за володарем поула Льюїсом Хемілтоном, а на 23-му колі вирвався в лідери після того, як Хемілтон зійшов через проблеми з коробкою передач. Ця перемога стала другою у Феттеля в нинішньому сезоні, другий поспіль у Сінгапурі, вісімнадцятого в його кар'єрі і дозволила німцю скоротити відставання в чемпіонаті від Фернандо Алонсо до 29 очок. На наступному гран-прі Феттель був нестримний. Він виграв третю гонку в сезоні, третю на Судзуці, другу поспіль у сезоні і оформив другий у кар'єрі (після Гран-прі Індії 2011 року) Великий шолом — виграв із поула, показав найшвидше коло в гонці і лідирував від старту до фінішу, нікому не поступаючись навіть на піт-стопах. З урахуванням того, що лідирував у чемпіонаті Алонсо зійшов на старті гонки, відрив іспанця в чемпіонаті скоротився до чотирьох очок. У Кореї він також домінував весь уїк-енд, але в найвирішальніший момент програв поул-позицію напарникові по команді Марку Вебберу. На старті він пройшов Уеббера і впевнено переміг у гонці, а Red Bull став першою командою в чемпіонаті, що оформила дубль. Ця перемога стала для Феттеля 25-ю в кар'єрі, четвертою в сезоні, третьою в сезоні поспіль, другий поспіль у Кореї і дозволила йому стати лідером чемпіонату. В Індії Феттель знову домінував і виграв із поула, пролідіровал всі 60 кіл. Для Себастьяна Феттеля ця перемога стала п'ятою в сезоні і четвертою поспіль, крім того він повторив досягнення Айртона Сенни 1989 року, лідируючи в трьох гонках поспіль від старту до фінішу. Він збільшив відрив у чемпіонаті від Алонсо на 13 очок.
В Абу-Дабі Феттель у кваліфікації довго боровся з Маклареном Льюїса Хемілтона. Але все ж програв британцеві не тільки поул, а й 2-ге місце своєму напарникові Вебберу. Однак на колі повернення в бокси команда попросила, щоб німець зупинив машину прямо на трасі. Пізніше з'ясувалося, що причина зупинки — мала кількість палива в баку. Згідно з регламентом, пілот повинен своїм ходом доїхати до боксів, а болід повинен пройти процедуру зважування. За надіявся боліда стюарди анулювали кваліфікаційний результат Феттеля і в підсумку він повинен був стартувати останнім 24-м. Ця ситуація нагадала ситуацію з Льюїсом Хемілтоном у кваліфікації гран-прі Іспанії. Але команда Red Bull вирішила порушити режим закритого парку і Феттель стартував із піт-лейн. У божевільній гонці німець зміг прорватися на 3-тє місце. Алонсо фінішував другим і скоротив відставання від Себастьяна до 10 очок.
У США, здавалося, що Феттель нестримний. Він виграв всі вільні практики і всі три сегменти кваліфікації. У гонці довго лідирував, але на 42-му колі його наздогнав Льюїс Хемілтон і пройшов німця. У підсумку Феттель фінішував другим і збільшив відрив у чемпіонаті від фінішував третім у гонці Алонсо до 13 очок. Фінішувавши шостим при 2-му місці Алонсо в Бразилії став наймолодшим триразовим чемпіоном світу.

#### Сезон 2013
У першій гонці сезону 2013 Феттель завоював поул, але фінішував 3-м. На Гран-прі Малайзії він знову взяв поул, але потім через невдалу тактики опинився позаду напарника, Марка Веббера. Від керівництва команди напарникові Феттеля Марку Вебберу надійшла вказівка перевести двигун в ощадний режим і обом гонщикам команда — зберігати позиції, яка не була виконана Феттелем — він атакував напарника, і після жорсткої боротьби вийшов у лідери і виграв. Після гонки Себастьян в інтерв'ю визнав помилковість своєї поведінки і приніс вибачення команді і напарникові. Слід зазначити, що в команді і раніше траплялися порушення наказів команди, наприклад, на Гран-прі Великої Британії — 2011 Веббер атакував Феттеля в порушення наказів команди, але атаки не увінчалися успіхом. У Китаї він стартував 9-м і фінішував за крок від подіуму. У Бахрейні, кваліфікуючись другим, здобув перемогу (28-му в кар'єрі, 2-гу в сезоні, 2-гу поспіль у Бахрейні) і встановив найкращий круг у гонці. В Іспанії німець стартував 3-м і фінішував 4-м. У Монако він стартував 3-м і фінішував 2-м. У Канаді, стартувавши з 1-ї позиції, впевнено виграв гонку. 11 червня 2013 Феттель продовжив контракт із «Red Bull» до кінця 2015 року. У Сільверстоуні він кваліфікувався 3-м, на старті відіграв одну позицію, після проколу у лідируючого Льюїса Хемілтона вийшов у лідери і здавалося, вже ніщо не заважає йому виграти гонку, але за 12 кіл до фінішу він зійшов через поломку коробки передач. Зате на Нюрбургринзі здобув 30-ту перемогу в кар'єрі і першу на батьківщині. В Угорщині він стартував 2-м і фінішував 3-м. У Бельгії здобув 5-ту перемогу в сезоні і 2-гу в Спа. 6-ту перемогу в сезоні він здобув в Італії з поула. Це його 32-га перемога в кар'єрі і 3-тя в Монці. У Сінгапурі і Кореї завоював Великий шолом. У Японії виграв за рахунок меншої кількості піт-стопів, ніж у конкурентів. Перемігши на гран-прі Індії, Феттель достроково завоював 4-й поспіль титул.

### Ferrari

#### Сезон 2020
У травні 2020 року Феттель повідомив, що в кінці сезону покине команду «Феррарі».

### Aston Martin

#### Сезон 2022
28 липня 2022 року Феттель оголосив про завершення кар'єри в Формулі-1 після закінчення сезону.

## Гонка Чемпіонів
Феттель тричі брав участь у Гонці чемпіонів (англ. Race of Champions), представляючи команду Німеччини разом із Міхаелем Шумахером. Феттель і Шумахер щоразу вигравали Кубок Націй після захоплюючих фіналів. Феттель виграв у двох переможців Гонки Чемпіонів — Ковалайнена і Гронхольма.

## Результати виступів

### Гоночна кар'єра
| Сезон | Серія               | Команда                                 | Гонки | Перемоги | Поули | Н/к | Подіуми | Очки | Місце |
| ----- | ------------------- | --------------------------------------- | ----- | -------- | ----- | --- | ------- | ---- | ----- |
| 2003  | Формула-БМВ ADAC    | Eifelland Racing                        | 19    | 5        | 5     | 4   | 12      | 216  | 2     |
| 2004  | Формула-БМВ ADAC    | ADAC Berlin-Brandenburg                 | 20    | 18       | 14    | 13  | 20      | 387  | 1     |
| 2005  | Євросерія Формули-3 | ASL Mücke Motorsport                    | 20    | 0        | 0     | 1   | 5       | 57   | 5     |
| 2005  | Формула-3 Мастерс   | ASL Mücke Motorsport                    | 1     | 0        | 0     | 0   | 0       | Н/Д  | 11    |
| 2005  | Іспанська Формула-3 | Racing Engineering                      | 1     | 0        | 0     | 0   | 1       | 8    | 15    |
| 2005  | Гран-прі Макао      | ASM F3                                  | 1     | 0        | 0     | 0   | 1       | Н/Д  | 3     |
| 2006  | Євросерія Формули-3 | ASM Formule 3                           | 20    | 4        | 1     | 5   | 9       | 75   | 2     |
| 2006  | Гран-прі Макао      | ASM Formule 3                           | 1     | 0        | 0     | 0   | 0       | Н/Д  | 23    |
| 2006  | Формула-Рено 3.5    | Carlin Motorsport                       | 3     | 1        | 1     | 0   | 2       | 28   | 15    |
| 2006  | Формула-3 Мастерс   | ASL Mücke Motorsport                    | 1     | 0        | 0     | 0   | 0       | Н/Д  | 6     |
| 2007  | Формула-Рено 3.5    | Carlin Motorsport                       | 7     | 1        | 1     | 1   | 4       | 74   | 5     |
| 2007  | Формула-1           | BMW Sauber F1 Team                      | 1     | 0        | 0     | 0   | 0       | 6    | 14    |
| 2007  | Формула-1           | Scuderia Toro Rosso                     | 7     | 0        | 0     | 0   | 0       | 6    | 14    |
| 2008  | Формула-1           | Scuderia Toro Rosso                     | 18    | 1        | 1     | 0   | 1       | 35   | 8     |
| 2009  | Формула-1           | Red Bull Racing                         | 17    | 4        | 4     | 3   | 8       | 84   | 2     |
| 2010  | Формула-1           | Red Bull Racing                         | 17    | 5        | 9     | 3   | 8       | 256  | 1     |
| 2011  | Формула-1           | Red Bull Racing                         | 19    | 11       | 15    | 3   | 17      | 392  | 1     |
| 2012  | Формула-1           | Red Bull Racing                         | 20    | 5        | 6     | 6   | 10      | 281  | 1     |
| 2013  | Формула-1           | Infiniti Red Bull Racing                | 19    | 13       | 9     | 7   | 16      | 397  | 1     |
| 2014  | Формула-1           | Infiniti Red Bull Racing                | 19    | 0        | 0     | 2   | 4       | 167  | 5     |
| 2015  | Формула-1           | Scuderia Ferrari                        | 19    | 3        | 1     | 1   | 13      | 278  | 3     |
| 2016  | Формула-1           | Scuderia Ferrari                        | 21    | 0        | 0     | 3   | 7       | 212  | 4     |
| 2017  | Формула-1           | Scuderia Ferrari                        | 20    | 5        | 4     | 5   | 13      | 317  | 2     |
| 2018  | Формула-1           | Scuderia Ferrari                        | 21    | 5        | 5     | 3   | 12      | 320  | 2     |
| 2019  | Формула-1           | Scuderia Ferrari                        | 21    | 1        | 2     | 2   | 9       | 240  | 5     |
| 2020  | Формула-1           | Scuderia Ferrari                        | 17    | 0        | 0     | 0   | 1       | 33   | 13    |
| 2021  | Формула-1           | Aston Martin Cognizant Formula One Team | 22    | 0        | 0     | 0   | 1       | 43   | 12    |
| 2022  | Формула-1           | Aston Martin Aramco Cognizant F1 Team   | 20    | 0        | 0     | 0   | 0       | 37   | 12    |

* Сезон триває.

### Результати виступів у Формулі-1
| Приклад      | Опис                                                              |
| ------------ | ----------------------------------------------------------------- |
| 1            | Переможець                                                        |
| 2            | Друге місце                                                       |
| 3            | Третє місце                                                       |
| 5            | Фінішував у очковій зоні                                          |
| 12           | Фінішував поза очковою зоною                                      |
| НКЛ          | Фінішував, але не класифікований                                  |
| Схід         | Не фінішував і не класифікований                                  |
| НКВ          | Не кваліфікований                                                 |
| НПКВ         | Не передкваліфікований                                            |
| ДСК          | Дискваліфікований                                                 |
| ТТР          | Брав участь тільки в тренуваннях                                  |
| тест         | Тестер по п'ятницях (з 2003 року)                                 |
| НС           | Брав участь у Гран-прі як бойовий пілот, але не стартував у гонці |
| Т            | Травмований чи хворий                                             |
| Викл         | Виключений із протоколу                                           |
| Від          | Відмова від участі                                                |
| НТР          | Не брав участі в тренуваннях                                      |
| НПР          | Не прибув на Гран-прі                                             |
| С            | Гонка скасована                                                   |
|              | Не брав участі                                                    |
| Жирний шрифт | Поул-позиція                                                      |
| Курсив       | Швидке коло                                                       |

| Рік  | Команда                               | Шасі               | Двигун                                 | 1        | 2        | 3        | 4        | 5       | 6        | 7        | 8        | 9        | 10       | 11       | 12     | 13      | 14       | 15       | 16       | 17       | 18       | 19       | 20      | 21       | 22     | Місце | Очки |
| ---- | ------------------------------------- | ------------------ | -------------------------------------- | -------- | -------- | -------- | -------- | ------- | -------- | -------- | -------- | -------- | -------- | -------- | ------ | ------- | -------- | -------- | -------- | -------- | -------- | -------- | ------- | -------- | ------ | ----- | ---- |
| 2006 | BMW Sauber F1 Team                    | BMW Sauber F1.06   | BMW P86 2.4 V8                         | БАХ      | МАЛ      | АВС      | САН      | ЄВР     | ІСП      | МОН      | ВЕЛ      | КАН      | США      | ФРА      | НІМ    | УГО     | ТУР Тест | ІТА Тест | КИТ Тест | ЯПО Тест | БРА Тест |          |         |          |        | —     | —    |
| 2007 | BMW Sauber F1 Team                    | BMW Sauber F1.07   | BMW P86/7 2.4 V8                       | АВС Тест | МАЛ Тест | БАХ      | ІСП      | МОН     | КАН      | США 8    | ФРА      | ВЕЛ      | ЄВР      |          |        |         |          |          |          |          |          |          |         |          |        | 14    | 6    |
| 2007 | Scuderia Toro Rosso                   | Toro Rosso STR2    | Ferrari 056 2.4 V8                     |          |          |          |          |         |          |          |          |          |          | УГО 16   | ТУР 19 | ІТА 18  | БЕЛ Схід | ЯПО Схід | КИТ 4    | БРА Схід |          |          |         |          |        | 14    | 6    |
| 2008 | Scuderia Toro Rosso                   | Toro Rosso STR2B   | Ferrari 056 2.4 V8                     | АВС Схід | МАЛ Схід | БАХ Схід | ІСП Схід | ТУР 17  |          |          |          |          |          |          |        |         |          |          |          |          |          |          |         |          |        | 8     | 35   |
| 2008 | Scuderia Toro Rosso                   | Toro Rosso STR3    | Ferrari 056 2.4 V8                     |          |          |          |          |         | МОН 5    | КАН 8    | ФРА 12   | ВЕЛ Схід | НІМ 8    | УГО Схід | ЄВР 6  | БЕЛ 5   | ІТА 1    | СІН 5    | ЯПО 6    | КИТ 9    | БРА 4    |          |         |          |        | 8     | 35   |
| 2009 | Red Bull Racing                       | Red Bull RB5       | Renault RS27 2.4 V8                    | АВС 13   | МАЛ 15   | КИТ 1    | БАХ 2    | ІСП 4   | МОН Схід | ТУР 3    | ВЕЛ 1    | НІМ 2    | УГО Схід | ЄВР Схід | БЕЛ 3  | ІТА 8   | СІН 4    | ЯПО 1    | БРА 4    | АБУ 1    |          |          |         |          |        | 2     | 84   |
| 2010 | Red Bull Racing                       | Red Bull RB6       | Renault RS27 2.4 V8                    | БАХ 4    | АВС Схід | МАЛ 1    | КИТ 6    | ІСП 3   | МОН 2    | ТУР Схід | КАН 4    | ЄВР 1    | ВЕЛ 7    | НІМ 3    | УГО 3  | БЕЛ 15  | ІТА 4    | СІН 2    | ЯПО 1    | КОР Схід | БРА 1    | АБУ 1    |         |          |        | 1     | 256  |
| 2011 | Red Bull Racing                       | Red Bull RB7       | Renault RS27 2.4 V8                    | АВС 1    | МАЛ 1    | КИТ 2    | ТУР 1    | ІСП 1   | МОН 1    | КАН 2    | ЄВР 1    | ВЕЛ 2    | НІМ 4    | УГО 2    | БЕЛ 1  | ІТА 1   | СІН 1    | ЯПО 3    | КОР 1    | ІНД 1    | АБУ Схід | БРА 2    |         |          |        | 1     | 392  |
| 2012 | Red Bull Racing                       | Red Bull RB8       | Renault RS27 2.4 V8                    | АВС 2    | МАЛ 11   | КИТ 5    | БАХ 1    | ІСП 6   | МОН 4    | КАН 4    | ЄВР Схід | ВЕЛ 3    | НІМ 5    | УГО 4    | БЕЛ 2  | ІТА 22† | СІН 1    | ЯПО 1    | КОР 1    | ІНД 1    | АБУ 3    | США 2    | БРА 6   |          |        | 1     | 281  |
| 2013 | Infiniti Red Bull Racing              | Red Bull RB9       | Renault RS27 2.4 V8                    | АВС 3    | МАЛ 1    | КИТ 4    | БАХ 1    | ІСП 4   | МОН 2    | КАН 1    | ВЕЛ Схід | НІМ 1    | УГО 3    | БЕЛ 1    | ІТА 1  | СІН 1   | КОР 1    | ЯПО 1    | ІНД 1    | АБУ 1    | США 1    | БРА 1    |         |          |        | 1     | 397  |
| 2014 | Infiniti Red Bull Racing              | Red Bull RB10      | Renault F1-2014 1.6 V6 t               | АВС Схід | МАЛ 3    | БАХ 6    | КИТ 5    | ІСП 4   | МОН Схід | КАН 3    | АВТ Схід | ВЕЛ 5    | НІМ 4    | УГО 7    | БЕЛ 5  | ІТА 6   | СІН 2    | ЯПО 3    | РОС 8    | США 7    | БРА 5    | АБУ 8    |         |          |        | 5     | 167  |
| 2015 | Scuderia Ferrari                      | Ferrari SF15-T     | Ferrari 060 1,6 V6 t                   | АВС 3    | МАЛ 1    | КИТ 3    | БАХ 5    | ІСП 3   | МОН 2    | КАН 5    | АВТ 4    | ВЕЛ 3    | УГО 1    | БЕЛ 12†  | ІТА 2  | СІН 1   | ЯПО 3    | РОС 2    | США 3    | МЕК Схід | БРА 3    | АБУ 4    |         |          |        | 3     | 278  |
| 2016 | Scuderia Ferrari                      | Ferrari SF16-H     | Ferrari 061 1.6 V6 t                   | АВС 3    | БАХ НС   | КИТ 2    | РОС Схід | ІСП 3   | МОН 4    | КАН 2    | ЄВР 2    | АВТ Схід | ВЕЛ 9    | УГО 4    | НІМ 5  | БЕЛ 6   | ІТА 3    | СІН 5    | МАЛ Схід | ЯПО 4    | США 4    | МЕК 5    | БРА 5   | АБУ 3    |        | 4     | 212  |
| 2017 | Scuderia Ferrari                      | Ferrari SF70H      | Ferrari 062 1.6 V6 t                   | АВС 1    | КИТ 2    | БАХ 1    | РОС 2    | ІСП 2   | МОН 1    | КАН 4    | АЗЕ 4    | АВТ 2    | ВЕЛ 7    | УГО 1    | БЕЛ 2  | ІТА 3   | СІН Схід | МАЛ 4    | ЯПО Схід | США 2    | МЕК 4    | БРА 1    | АБУ 3   |          |        | 2     | 317  |
| 2018 | Scuderia Ferrari                      | Ferrari SF71H      | Ferrari 062 EVO 1.6 V6 t               | АВС 1    | БАХ 1    | КИТ 8    | АЗЕ 4    | ІСП 4   | МОН 2    | КАН 1    | ФРА 5    | АВТ 3    | ВЕЛ 1    | НІМ Схід | УГО 2  | БЕЛ 1   | ІТА 4    | СІН 3    | РОС 3    | ЯПО 6    | США 4    | МЕК 2    | БРА 6   | АБУ 2    |        | 2     | 320  |
| 2019 | Scuderia Ferrari                      | Ferrari SF90       | Ferrari 064 1.6 V6 t                   | АВС 4    | БАХ 5    | КИТ 3    | АЗЕ 3    | ІСП 4   | МОН 2    | КАН 2    | ФРА 5    | АВТ 4    | ВЕЛ 16   | НІМ 2    | УГО 3  | БЕЛ 4   | ІТА 13   | СІН 1    | РОС Схід | ЯПО 2    | МЕК 2    | США Схід | БРА 17† | АБУ 5    |        | 5     | 240  |
| 2020 | Scuderia Ferrari                      | Ferrari SF1000     | Ferrari 065 1.6 V6 t                   | АВТ 10   | ШТИ Схід | УГО 6    | ВЕЛ 10   | 70 12   | ІСП 7    | БЕЛ 13   | ІТА Схід | ТОС 10   | РОС 13   | АЙФ 11   | ПОР 10 | ЕМІ 12  | ТУР 3    | БАХ 13   | САХ 12   | АБУ 14   |          |          |         |          |        | 13    | 33   |
| 2021 | Aston Martin F1 Team                  | Aston Martin AMR21 | Mercedes M12 E Performance 1.6 V6 t    | БАХ 15   | ЕМІ 15†  | ПОР 13   | ІСП 13   | МОН 5   | АЗЕ 2    | ФРА 9    | ШТИ 12   | АВТ 17†  | ВЕЛ Схід | УГО ДСК  | БЕЛ 5‡ | НІД 13  | ІТА 12   | РОС 12   | ТУР 18   | США 10   | МЕХ 7    | САП 11   | КАТ 10  | САУ Схід | АБУ 11 | 12    | 43   |
| 2022 | Aston Martin Aramco Cognizant F1 Team | Aston Martin AMR22 | Mercedes F1 M13 E Performance 1.6 V6 t | БАХ      | САУ      | АВС Схід | ЕМІ 8    | МАЯ 17† | ІСП 11   | МОН 10   | АЗЕ 6    | КАН 12   | ВЕЛ 9    | АВТ 17   | ФРА 11 | УГО 10  | БЕЛ 8    | НІД 14   | ІТА Схід | СІН 8    | ЯПО 6    | США 8    | МЕХ 14  | САП 11   | АБУ 10 | 12    | 37   |

* Сезон триває

†Не закінчив, але був класифікований, оскільки він завершив більше 90 % дистанції гонки.

‡ Зараховано половину очок через те, що перегони склали менше 75 % запланованої дистанції.

## Громадянська позиція
Із початку повномасштабного вторгнення російських військ до України, Феттель виступив на підтримку Україну, кілька разів виходячи на змагання з українською символікою. У червні 2022 року посол України в Азербайджані Владислав Каневський на знак подяки вручив Феттелю українську вишиванку.